# قرار مجلس الأمن التابع للأمم المتحدة رقم 288
اعتُمد قرار مجلس الأمن التابع للأمم المتحدة رقم 288 بالإجماع في 17 نوفمبر 1970، بعد إعادة تأكيد القرارات السابقة بشأن هذا الموضوع، دعا المملكة المتحدة، بصفتها الدولة القائمة بالإدارة القانونية لروديسيا الجنوبية، إلى وضع حد للتمرد غير القانوني. وقرر المجلس أن العقوبات الحالية ضد روديسيا ستبقى سارية وحث جميع الدول على تنفيذ جميع القرارات ذات الصلة وعدم منح أي شكل من أشكال الاعتراف بالنظام.